# 沃爾斯溫
50°20′12″N 24°17′50″E / 50.33667°N 24.29722°E
沃爾斯溫（烏克蘭語：Волсвин），是烏克蘭西部的村莊，隸屬利維夫州的舍普季茨基區。該村始建於1426年，面積3.5平方公里，海拔高度192米，2024年人口1,550，人口密度每平方公里521.14人。